# Kenny Cooper
Kenny Cooper est un joueur de soccer international américain né le 21 octobre 1984 à Baltimore. Formé à Manchester United, cet attaquant de grand gabarit passe par différents championnats européens avant de connaître une certaine reconnaissance en MLS.

## Biographie
Kenny Cooper est le fils de Kenny Sr., footballeur professionnel anglais qui a évolué au poste de gardien de but avec Blackburn en Premier League et avec le Dallas Tornado en NASL. Il évolue dans différents clubs de jeunes à Dallas quand en 2003, il rejoint le centre de formation de Manchester United. 
Il a notamment joué en Angleterre et au Portugal.
En 2011, il inscrit le premier but de l'histoire des Timbers de Portland en MLS contre les Rapids du Colorado.
À l'issue de la saison 2013, il ne parvient pas à trouver un accord salarial avec le FC Dallas et est transféré aux Sounders de Seattle contre Adam Moffat le 19 décembre 2013. Après une saison 2014 où il a le statut de remplaçant de luxe, il est libéré au bout de quelques semaines en début de saison 2015. Fortement pressenti pour rejoindre l'Impact de Montréal dont le secteur offensif est amoindri par les blessures, son arrivée officielle intervient le 12 avril.

## Palmarès
- FC Dallas
  - Vainqueur de la saison régulière de la Conférence Ouest de MLS en 2006.
  - Trophée du retour de l’année en MLS : 2008

- Seattle Sounders FC
  - Vainqueur de la Lamar Hunt US Open Cup en 2014.

## Statistiques

### En club
| Saison                | Club                  | Championnat           | Championnat | Championnat | Coupe(s) nationale(s) | Coupe(s) nationale(s) | Compétition(s) continentale(s) | Compétition(s) continentale(s) | Compétition(s) continentale(s) | Playoffs | Playoffs | Total | Total |
| Saison                | Club                  | Division              | M.          | B.          | M.                    | B.                    | Comp.                          | M.                             | B.                             | M.       | B.       | M.    | B.    |
| 2004-2005             | Académica de Coimbra  | D1                    | 10          | 0           | -                     | -                     | -                              | -                              | -                              | -        | -        | 10    | 0     |
| 2004-2005             | Oldham Athletic       | League One            | 7           | 3           | -                     | -                     | -                              | -                              | -                              | -        | -        | 7     | 3     |
| 2005-2006             | Manchester United     | PL                    | -           | -           | -                     | -                     | -                              | -                              | -                              | -        | -        | 0     | 0     |
| 2006                  | FC Dallas             | MLS                   | 31          | 11          | -                     | -                     | -                              | -                              | -                              | 2        | 0        | 33    | 11    |
| 2007                  | FC Dallas             | MLS                   | 14          | 4           | 1                     | 0                     | -                              | -                              | -                              | 2        | 0        | 17    | 4     |
| 2008                  | FC Dallas             | MLS                   | 30          | 18          | 2                     | 1                     | -                              | -                              | -                              | -        | -        | 32    | 19    |
| 2009                  | FC Dallas             | MLS                   | 15          | 7           | 1                     | 0                     | -                              | -                              | -                              | -        | -        | 16    | 7     |
| 2009-2010             | TSV Munich 1860       | 2. Bundesliga         | 12          | 2           | 2                     | 1                     | -                              | -                              | -                              | -        | -        | 14    | 3     |
| 2009-2010             | Plymouth Argyle       | FL Championship       | 7           | 0           | -                     | -                     | -                              | -                              | -                              | -        | -        | 7     | 0     |
| 2010-2011             | TSV Munich 1860       | 2. Bundesliga         | 1           | 0           | -                     | -                     | -                              | -                              | -                              | -        | -        | 1     | 0     |
| 2011                  | Portland Timbers      | MLS                   | 34          | 8           | 1                     | 0                     | -                              | -                              | -                              | -        | -        | 35    | 8     |
| 2012                  | New York Red Bulls    | MLS                   | 33          | 18          | 2                     | 1                     | -                              | -                              | -                              | 2        | 0        | 37    | 19    |
| 2013                  | FC Dallas             | MLS                   | 31          | 6           | 2                     | 2                     | -                              | -                              | -                              | -        | -        | 33    | 8     |
| 2014                  | Seattle Sounders      | MLS                   | 22          | 3           | 4                     | 6                     | -                              | -                              | -                              | 1        | 0        | 27    | 9     |
| 2015                  | Impact de Montréal    | MLS                   | 1           | 0           | 1                     | 1                     | LCC                            | 0                              | 0                              | 0        | 0        | 2     | 1     |
| Total sur la carrière | Total sur la carrière | Total sur la carrière | 250         | 81          | 16                    | 11                    | -                              | 0                              | 0                              | 7        | 0        | 273   | 92    |